# اکپینار، گاموشاسیکو
اکپینار، گاموشاسیکو (به لاتین: Akpınar, Gümüşhacıköy) یک منطقهٔ مسکونی در ترکیه است که در استان آماسیه واقع شده‌است.

## خصوصیات
اکپینار ۴۰ نفر جمعیت دارد.